# Кобра (река)
Кобра (коми Гобӧр) — река в Республике Коми и Кировской области, правый приток Вятки (бассейн Волги).
Высота устья — 126,6 м над уровнем моря.
Гидроним происходит от коми гобр — влажная, заболоченная местность с хвойными зарослями.
Длина реки — 324 км, площадь её бассейна насчитывает 7810 км². Устье реки находится в 921 км по правому берегу реки Вятки. Питание имеет в основном снеговое и дождевое. Среднегодовой расход воды — 55 м³/с. Ширина в верховьях не более 30—40 метров и в низовьях 80—85 метров. Глубина реки на плесах 1,5—3 м, на перекатах — 0,2—0,5 м.

Бассейн Вятки

## География
Бассейн реки включает в себя развитую сеть притоков, крупнейшие из них Пашняк, Соз, Талажанка, Песковка, Язёвка, Суран, Бадья, Сарга, Фёдоровка, Симановка. Кобра — типичная равнинная река со слабым уклоном и медленным течением.
Исток реки в лесном массиве на Северных Увалах в юго-восточной части болота Кобра в 30 км к юго-востоку от села Объячево. Из северо-западной оконечности того же болота вытекает река Ниримда, приток реки Лэпью, здесь проходит водораздел бассейнов Волги и Северной Двины. Русло крайне извилистое, река многократно меняет направление течения, генеральное направление — юго-восток. Исток и первые километры течения находятся в Прилузском районе Республики Коми, вскоре после истока река перетекает в Койгородский район, в нижнем течении река течёт по Нагорскому району Кировской области. Перед устьем протекает по северной оконечности посёлка Нагорск и впадает в Вятку чуть выше посёлка и ниже села Мулино. В устье — пристань на Вятке «устье р. Кобра».
На территории Республики Коми течёт по ненаселённому лесному массиву. В Кировской области помимо посёлка Нагорск на реке расположены следующие населённые пункты: село Синегорье; посёлки Кобра, Орлецы, Красная Речка, Первомайск, Симоновка; деревня Коберцы.

## Данные водного реестра
По данным государственного водного реестра России относится к Камскому бассейновому округу, водохозяйственный участок реки — Вятка от истока до города Киров, без реки Чепца, речной подбассейн реки — Вятка. Речной бассейн реки — Кама.
Код объекта в государственном водном реестре — 10010300212111100030641.

### Притоки (км от устья)
| - река Грехневка (пр) - река Сухая (лв) - 17 км: река Большая Мышья (пр) - 21 км: река Масленая (лв) - 26 км: река Песковка (лв) - река Липовка (лв) - 41 км: река Еловка (лв) - 44 км: река Симановка (пр) - река Кривуша (пр) - 51 км: река Фёдоровка (пр) - 56 км: река Большая Гниловка (лв) - 59 км: река Большая Светлица (лв) - 85 км: река Большая Гниловка (лв) - река Берёзовка (пр) - 102 км: река Большая Белая (пр) - 108 км: река Холуная (лв) - 112 км: река Нароговка (Большая Нароговка) (пр) - река Смолянка (лв) - река Большая Костянка (пр) - 125 км: река Чёрная (лв) | - 128 км: река Орлецовка (пр) - 131 км: река Талажанка (Большая Талажанка) (лв) - река Горевка (пр) - 139 км: река Соз (лв) - река Красная (лв) - 155 км: река Пашняк (лв) - 161 км: река Долгая (пр) - 171 км: река Кремнянка (лв) - 179 км: река без названия (пр) - 191 км: река Дум (лв) - река Красная (лв) - 202 км: река Сарга (пр) - 209 км: река без названия (лв) - 231 км: река Бадья (пр) - 236 км: река Средняя Гаревка (пр) - 241 км: река Верхняя Гаревка (пр) - 253 км: река Суран (пр) - 271 км: река Язёвка (пр) - 274 км: река Чурской (лв) - 301 км: река Кыз (лв) |